# Malacka, a hős
A Malacka, a hős (eredeti cím: Piglet's Big Movie) 2003-ban bemutatott amerikai 2D-s számítógépes animációs film, amely a Micimackó című filmsorozata alapján készítette a Walt Disney. Az animációs játékfilm rendezője Francis Glebas, producere Michelle Pappalardo-Robinson. A forgatókönyvet Brian Hohlfeld írta, a zenéjét Carl Johnson és Carly Simon szerezte. A mozifilm a Walt Disney Pictures és a DisneyToon Studios gyártásában készült, a Buena Vista Pictures forgalmazásában jelent meg. Műfaja zenés film.
Amerikában 2003. március 21-én, Magyarországon 2003. április 17-én mutatták be a mozikban.